# Euxoa cymograpta
Euxoa cymograpta är en fjärilsart som beskrevs av George Francis Hampson 1918. Euxoa cymograpta ingår i släktet Euxoa och familjen nattflyn. Inga underarter finns listade i Catalogue of Life.